# Хоботковый мешкокрыл
Хоботковый мешкокрыл (лат. Rhynchonycteris naso) — небольшая летучая мышь монотипического рода Rhynchonycteris семейства футлярохвостых. Обитает в Центральной и Южной Америке.

## Описание
Хоботковый мешкокрыл длиной около 6 см и весом в среднем 4 г принадлежит к наименьшим видам тропических летучих мышей. Его шерсть серо-бурого цвета с двумя блёклыми, светлыми, волнистыми линиями на спине. Характерным признаком вида является вытянутый подобнохоботу нос. Научное название рода происходит от греческих слов ῥύγχος rhynchos (нос, морда) и νυκτερίς nycteris (летучая мышь). Видовое название naso происходит с латинского языка и также относится к носу.

## Распространение
Ареал вида охватывает территорию от Мексики и Центральной Америки до Перу и Боливии. 

## Образ жизни

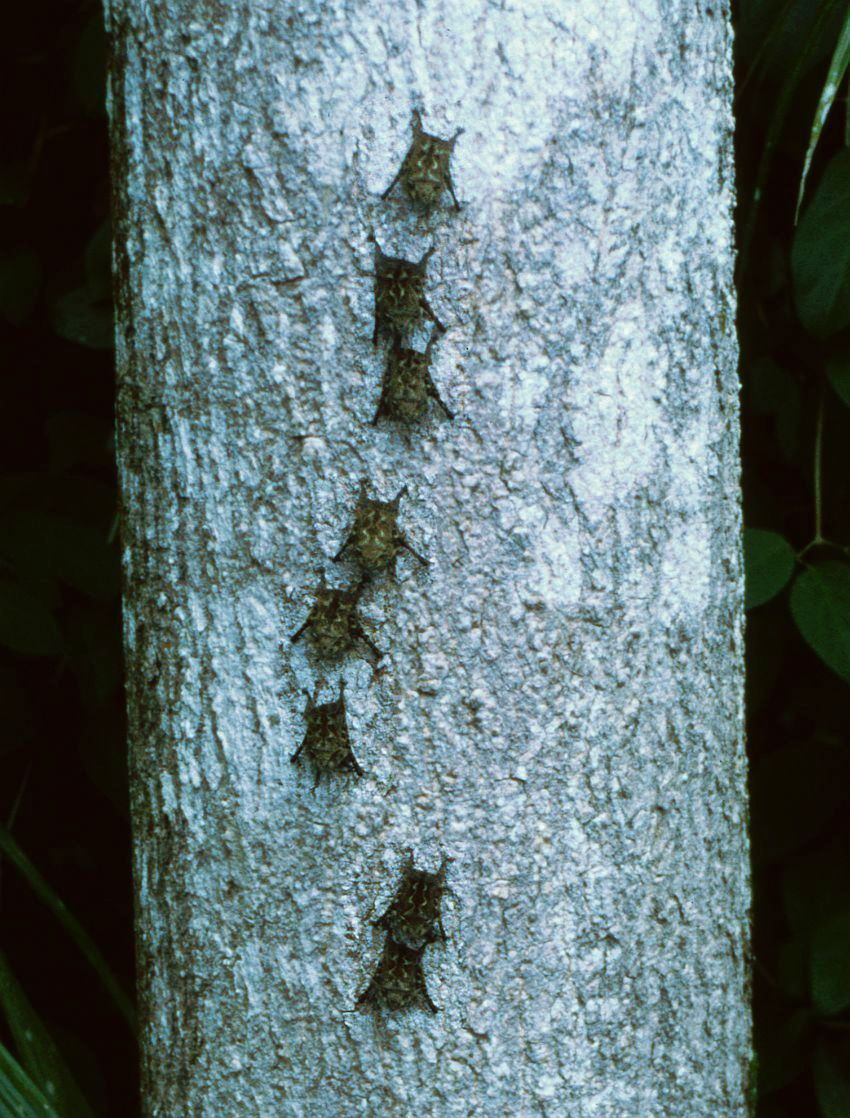
Колония хоботковых мешкокрылов

Хоботковый мешкокрыл живёт в смешанных колониях и держится вблизи медленно текущих рек. В отличие от большинства летучих мышей хоботковые мешкокрылы висят не на горизонтальной, а на вертикальной поверхности, такой как, например, древесная кора и скала. При этом часто от 3 до 45 особей образуют длинную вертикальную линию. При приближающемся ветре животные качаются из стороны в сторону, вероятно, имитируя листву и тем самым маскируясь от хищников.
Хотя в колонии большей частью столько же самцов, сколько и самок, предполагается, что в группе имеется доминантный самец. Этот доминантный самец посещает и ночью место отдыха, в то время как другие животные группы большей частью всю ночь напролёт остаются в стороне от этого места. Питаются хоботковые мешкокрылы исключительно насекомыми. Поиски корма ведутся большей частью над поверхностью воды на высоте до 3 м. У колоний есть свои собственные кормовые участки: в то время, как взрослые самки и детёныши ищут свой корм в центре участка, самцы и молодые самки держатся на краю участка. Имеются также наблюдения, что хоботковые мешкокрылы иногда охотятся парами. Доминантный самец летает вдоль границы кормовой территории колонии и прогоняет сородичей из других колоний. Он также защищает самок от сородичей. 

## Естественные враги
Естественными врагами вида являются кольчатый удав, а также крупный вид пауков Argiope savignyi.

## Размножение
Самки могут беременеть два раза в год и рождают соответственно одного детёныша. Очередная беременность может наступить ещё во время лактационного периода первого детёныша. Детёныши появляются на свет относительно большими, уже через 2 недели достигая размеров взрослого животного. Через 2—4 месяца детёныш отучается от матери, после чего он отселяется и присоединяется чаще к соседним колониям.